# Maleria
Maleria ist eine osttimoresische Aldeia im Suco Maulau (Verwaltungsamt Maubisse, Gemeinde Ainaro). 2015 lebten in der Aldeia 266 Menschen.

## Geographie und Einrichtungen
Maleria liegt im Nordwesten des Sucos Maulau. Südlich befindet sich die Aldeia Aihosan, südöstlich die Aldeia Ussululi und östlich die Aldeia Lumo-Luli. Im Norden grenzt Maleria an das Verwaltungsamt Lequidoe (Gemeinde Aileu) mit seinem Suco Betulau und im Westen an das Verwaltungsamt Aileu (Gemeinde Aileu) mit seinen Sucos Lausi und Lequitura. Ein Fluss bildet die Grenze zur Gemeinde Aileu. Wo er die Nordgrenze von Fatubessi zum Verwaltungsamt Aileu bildet, hat er den Namen Oharlefa. Zwischen Maulau und Lequidoe wird er Daisoli genannt. Er gehört zum Flusssystem des Nördlichen Laclós. Entlang der Südostgrenze führt grob eine Straße, an der das Dorf Maleria und der Friedhof Maleria liegen.

## Geschichte
Während des Bürgerkrieges zwischen FRETILIN und UDT 1975 kam es auch in Maulau zu Kämpfen. Die Bewohner Maulaus hatten sich in Unterstützer der beiden politischen Lager gespalten. Bereits im September 1974 waren FRETILIN-Unterstützer in das benachbarte Turiscai abgewandert. Im Januar 1975 verstärkte sich der Konflikt zwischen den Gruppen bei der traditionellen Erntedankzeremonie. Ein Führer der FRETILIN stachelte im August 1975 im benachbarten Turiscai und Lequidoe bei Reden die Feindschaft weiter an. Er rief seine Unterstützer auf, „die Dornen in Lumo-Luli zu beseitigen“. Daraufhin kam es am 7. August 1975 zum Angriff von FRETILIN-Einheiten aus Lequidoe und Turiscai auf die Aldeias Maleria, Lumo-Luli und Ussululi. Zwischen 10 und 25 Menschen wurden von den FRETILIN-Kämpfern getötet. Etwa 675 Häuser wurden niedergebrannt, Nutzvieh gestohlen oder getötet. Die Anhänger der UDT flohen nach Maubisse und ließen dabei Kinder und Alte zurück.